# Fabrica de avioane ASTRA
Fabrica de avioane ASTRA di Arad fu la seconda fabbrica romena a costruire in Romania degli aeroplani. L'attività aziendale si sviluppò tra il 1923 al 1925, con la produzione di tre modelli: Astra-Șeșefschi, Proto-2 e Astra-Proto.

## Storia
Fabrica de vagoane ASTRA-Arad costruiva su licenza motori aeronautici Martha-Benz e Daimler-Benz, e successivamente costruì velivoli. Questa sezione della società divenne nel 1923, Fabrica de avioane ASTRA-Arad. Alla direzione fu posto il comandante Andrei Popovici, del Grupului 2 aviație nella battaglia di Mărășești. Nella società lavoravano: ing. Radu Onciul, ing. Ștefan Urziceanu, ing. Dumitru Barbieri, ing. Stanislav Șeșefschi e Victor Fedorov.
Nel 1925, dopo due anni di esistenza la Fabrica de avioane ASTRA cessa l'attività. Macchinari e personale vennero trasferiti alla I.A.R. Brașov.

## Modelli costruiti

### Astra-Șeșefschi
Il velivolo Astra-Șeșefschi, biplano a due posti, fu il primo costruito dalla Fabrica de avioane ASTRA, nel 1923. Il progettista fu Stanislav Șeșefschi. Venne testato dal pilota ricognitore locotenent Ion Sava, e fu provato da tre diverse unità dell'aviazione romena per verificarne le prestazioni. I piloti Ion Sava e Petre Macavei effettuarono con l'Astra-Șeșefschi un raid sulla distanza Arad-Bucarest, senza scalo, in meno di due ore. L'aereo era equipaggiato con motore MARTA-Benz da 250 hp 6 cilindri, primo motore aeronautico costruito in Romania.

### Proto-2
Proto-2 fu un velivolo da ricognizione, biplano, del 1924. Fu il secondo aeroplano di concezione romena fabbricato da Fabrica de avioane ASTRA. Progettato dal locotenent-comandor ing. Ștefan Protopopescu, dopo il modello Proto-1 costruito dal Arsenalul aeronautic di Bucarest. I 25 esemplari costruiti furono dati alla Școlii militare de pilotaj de la Tecuci.

### Astra-Proto
Astra-Proto fu il terzo tipo di velivolo prodotto da Fabrica de avioane ASTRA, nel 1925. Biplano da ricognizione.Progettato sulla base del Proto-2, dal locotenent-comandor ing. Ștefan Protopopescu, con struttura della fusoliera impregnata di lacca. Anche se riconosciuto come ricognitore, la fabbrica non ricevette ordini per la costruzione.

## Eredità
L'esperienza della Fabrica de avioane ASTRA, conclusa solo dopo tre anni, non fu persa. Fu completamente integrata nella società di Brașov, Industria aeronautică română.